# Суассонська область
Суассонська область — автономія в складі Західної Римської імперії в Північній Галлії, пізніше самостійне державне утворення, відоме під назвою Королівство Сіагрія.

## Історія

### Утворення автономії та правління Егідія
Область Суассон виникла за правління імператора Західної Римської імперії Майоріана. Намагаючись втримати залишки римських володінь в Галлії, Майоріан призначив військовим магістром досвідченого полководця Егідія, наділивши його широкою владою над провінцією. Майоріан та Егідій відновили римське правління на більшості території Галлії, але зі смертю імператора в 461 році становище римлян у центрі та на півдні погіршилося. Ці провінції були приєднані вестготами і бургундцями в 462—477 роках, що спричинило ізоляцію римських територій в Суассоні.
Залишившись без підтримки імперії, Егідій заручився підтримкою франків та аланів, дозволивши їм оселитися на сході та півдні автономії. В союзі з королем салічних франків Хільдеріком І римляни розбили вестготів під Орлеаном в 464 році.
Взимку 464 року в розпал війни з саксами Егідій помер у таборі на Соммі за нецілком зрозумілих обставин під час епідемії чуми, існує думка, що він був отруєний. Після його смерті командування римськими військами у Північній Галлії і влада над Суассонською областю перейшли до коміта Павла, а після смерті останнього її успадкував син Егідія Сіагрій.

### Правління Сіагрія та захоплення області франками

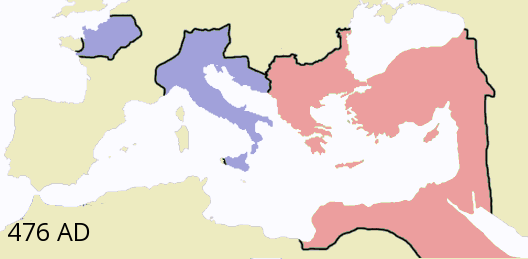
Королівство Сіагрія у складі Західної Римської імперії (окрема область синього кольору на північному заході)

З початком правління Сіагрія Суассон почав вести окрему від Західної Римської імперії політику. Племенам франків і аланів було дозволено оселитися в землях на кордонах області в обмін на їхню лояльність та допомогу у війні з германськими королівствами. Хоча Сіагрій все ще носив титул військового магістра, германці називали його «королем римлян», а Суассон, відповідно, «Королівством римлян».
В 476 році Суассон відмовився визнати владу Одоакра, що усунув останнього імператора Західної Римської імперії, а Сіагрій відправив посланців до Східної Римської Імперії, щоб отримати їхню підтримку та визнання його наступним імператором. Однак, Флавій Зенон підтримав законність влади Одоакра.
В 481 році помер король франків Хільдерік І, а новим королем став його син Хлодвіг, що розпочав війну проти області та після тривалих бойових дій, розгромив Сіагрія в битві при Суассоні в 486 році. Сіагрій зумів втекти, але скоро був схоплений вестготами та виданий франкам, які стратили його в 487 році. Таким чином, Суассон втратив свою незалежність та став частиною королівства франків, а пізніше Нейстрії.